# 美国航空航天学会
美国航空航天学会（英語：American Institute of Aeronautics and Astronautics，缩写：AIAA）设置于美国的航空航天工程专业性协会。AIAA是国际宇航联合会和国际航空科学理事会的美国代表。 2015年，它在全球航空航天专业人员中有30,000多名会员，大多数会员是美国人或居住在美国。

## 历史
美国航空航天学会在1963年设立，前身是成立于1930年代的美国火箭协会。
AIAA的使命是推动航空学和航天学领域中科学、技术、工艺的进步，并培养和鼓励那些为此事业而奋斗的人们的专业精神。发展至今，AIAA已经是全球最大的致力于航空、航天、国防领域的科学和技术进步和发展的专业性的非政府、非赢利的学会。AIAA在国际标准组织（ISO）中担任太空系统和运营（TC 20-SC14）书记处，同时是美国国家标准所认定机构。同时，AIAA格外重视国际间的合作，是世界众多国家发展航空太空的催化剂：它将来自各方的个人、企业、学术机构及政府联合起来共同评估及改进航天工业的状况；它在技术领域中对外展开交流，成立专门项目开展教育活动，成为国际问题开展客观讨论的论坛。其超过30,000名的会员中，来自学术界、政府部门和工商界的人员各占1/3。
现任主席迈克尔·格里芬。

## 相关
- 美国航空航天局（NASA）